# Axylia marthae
Axylia marthae là một loài bướm đêm trong họ Noctuidae.